# 아우로라 프로 파트리아 1919
아우로라 프로 파트리아 1919(Aurora Pro Patria 1919)는 이탈리아 부스토아르시치오를 연고로 하는 축구 클럽이다. 이 팀은 1919년에 창단되었다.

## 선수 명단

### 현역
참고: FIFA 자격 규정에 따라 소속된 국가대표팀 국기를 표시합니다. 선수는 복수의 FIFA 비회원국 국적을 가지고 있을 수 있습니다.
| 번호 | 포지션 | 국적 | 이름 |
| ---- | ------ | ---- | ---- |

| 번호 | 포지션 | 국적     | 이름      |
| ---- | ------ | -------- | --------- |
| 29   | MF     | 알바니아 | 엘룐 토치 |

## 역대 감독
| 감독              | 임기        |
| ----------------- | ----------- |
| 주세페 메아차     | 1949 ~ 1951 |
| 마리오 발리엔     | 1951 ~ 1952 |
| 루이스 올리베이라 | 2014        |